# Maria Canals Barrera
María Canals Barrera, ameriška filmska in televizijska igralka ter pevka, *28. september 1966, Miami, Florida, Združene države Amerike.
Najbolje je poznana kot Theresa Russo iz Disney Channelove televizijske serije Čarovniki s trga Waverly (2007) in kot Connie Torres iz Disney Channelovega televizijskega filma Camp Rock (2008).

## Zgodnje in zasebno življenje
Maria Canals Barrera se je kot María Pilar Canals rodila 28. septembra 1966 na Miamiju, Florida, Združene države Amerike. Ima španske in kubanske korenine in govori tudi španski jezik. Šolala se je na Univerzi v Miamiju. Ima dve hčerki, Bridget in Maddie, s svojim možem, igralcem Davidom Barrero. Večina njene družine živi ali v Puertu Ricu ali v Miamiju, FL. Ima sestro, imenovano Dora Canals in brata po imenu Ricardo Canals. Med snemanjem filma Camp Rock 2 je živela v Torontu, Kanada, sicer pa prebiva v Južni Kaliforniji. Njen nečak, Ricky Canals, se je šolal na šoli Dade Christian School v Miami Lakesu, Florida, danes pa hodi na šolo Barbara Goleman Senior High.

## Kariera
Maria Canals Barrera je po končanem šolanju na šoli Univerzi v Miamiju, po končanem šolanju pa je pričela s svojo igralsko kariero in sicer, ko je leta 1990 igrala v televizijski seriji 21 Jump Street. Pred tem je imela nekaj izkušenj z delom v teatru v Miamiju in Los Angelesu. Za tem je imela leta 1993 vlogo v televizijski seriji Key West in v filmu Policaj in pol. V WB-jevi televizijski seriji Popular je igrala prostitutko po imenu Candybox. Ob koncu devetdesetih je igrala tudi v filmih in televizijskih serijah, kot so Show Tonyja Danze, Mi Familia in Veronikine skušnjave.
V novem tisočletju sta bila njena prva filma film Ameriška ljubljenca in film The Proud Family, kjer pa ni imela pomembnejših vlog. Pridobila je veliko pozornost s strani oboževalcev stripov, ko je upodobila Hawkgirl/Shayera Hol v televizijskih serijah Brucea Timma Justice League in Justice League Unlimited. Imela je tudi stransko vlogo v televizijski seriji Static Shock, kjer je igrala reporterko novic, Shelly Sandoval in v seriji Danny Phantom, kjer je imela glasovno vlogo Danny Fenton/Phantomonove ljubezni s srednje šole, Pauline. Imela je tudi glasovno vlogo Mercedes »Meche« Colomar v videoigri iz leta 1998, Grim Fandango. Maria Canals Barrera je igrala tudi naključen lik v dveh epizodah televizijske serije The Boondocks (»Grandad's Fight« in »Home Alone«). V seriji George Lopez Show je leta 2006 igrala svakinjo Georga Lopeza. Takrat je posnela tudi film The Loop. V filmu Penny na počitnicah je leta 2005 posodila glas Sunset Boulevardez. Leta 2007 je začela igrati lik Therese Russo v Disneyjevi televizijski seriji Todda J. Greenwalda, z Emmyjem nagrajeni seriji Čarovniki s trga Waverly poleg Selene Gomez, Jakea T. Austina, Davida Henrieja, Davida DeLuisea in Jennifer Stone. Po seriji so posneli tudi istoimenski film, ki je izšel 28. avgusta 2009. Film so snemali v Puertu Ricu, New Yorkju in Los Angelesu.
Leta 2008 je Maria Canals Barrera dobila še en Disney Channelov projekt, televizijski film Camp Rock ob Demi Lovato in Joeju Jonasu (najbolj je prepoznaven po skupini Jonas Brothers), katerega nadaljevanje, Camp Rock 2: The Final Jam, bo izšlo poleti leta 2010. Leta 2010 je imela tudi glasovno vlogo v tretji sezoni Disneyjeve serije Phineas in Ferb.

## Filmografija
| Leto       | Film                            | Vloga                    | Opombe                                              |
| ---------- | ------------------------------- | ------------------------ | --------------------------------------------------- |
| 2010       | Camp Rock 2: The Final Jam      | Connie Torres            | Post-produkcija (Disney Channel); televizijski film |
| 2010       | Phineas in Ferb                 | Ga. Garcia - Shapiro     | Glasovna vloga; samo 3. sezona                      |
| 2009       | Čarovniki s trga Waverly: Film  | Theresa Russo            | Televizijski film                                   |
| 2008       | Camp Rock                       | Connie Torres            | Televizijski film                                   |
| 2007-danes | Čarovniki s trga Waverly        | Theresa Russo            | Televizijska serija                                 |
| 2007       | The Loop                        | Agent Denise             | Yeah Presents                                       |
| 2006       | George Lopez                    | Claudia                  | Gostovalni pojav                                    |
| 2005       | Penny na počitnicah             | Sunset Boulevardes       | Televizijski film                                   |
| 2004       | Justice League Unlimited        | Hawkgirl, Fire           | Televizijska serija                                 |
| 2004       | Nikar tako živahno              | Delilah - Hygienist      | Televizijska serija                                 |
| 2003       | Danny Phantom                   | Paulina                  | Televizijska serija                                 |
| 2003       | Scooby-Doo in pošasti iz Mehike | Sofia                    | Glas (kot »Maria Canals«)                           |
| 2002       | Popolna maska                   | Sophia                   | Film                                                |
| 2001       | Ameriška ljubljenca             | Asistentka Zete-Jones    | Film                                                |
| 2001       | The Proud Family                | Sunset Boulevardes       | Televizijska serija                                 |
| 2001       | Justice League                  | Hawkgirl, Livewire       | Televizijska serija                                 |
| 2000       | Static Shock                    | Shelly Sandoval          | Televizijska serija                                 |
| 1998       | Grim Fandango                   | Mercedes »Meche« Colomar | Videoigra                                           |
| 1998       | Veronikine skušnjave            | ?                        | Televizijska serija                                 |
| 1997       | Show Tonyja Danze               | Carmen Cruz              | Televizijska serija                                 |
| 1995       | Mi Familia                      | Irene                    | Film                                                |
| 1993       | Policaj in pol                  | Ga. Bobo #2              | Film                                                |
| 1993       | Key West                        | Fig                      | Televizijska serija                                 |
| 1990       | 21 Jump Street                  | Rosina                   | Televizijska serija                                 |